# Samet Akaydin
Samet Akaydin, né le 13 mars 1994 à Trabzon, est un footballeur international turc, qui joue au poste de défenseur central au Çaykur Rizespor.

## Biographie

### En club
Samet Akaydin est formé au Trabzon İdmanocağı, et passe une saison au Trabzonspor en 2009-2010. Après un retour d'un an au Trabzon İdmanocağı, il rejoint le Boluspor en 2011. Il y signe son premier contrat professionnel, mais ne joue qu'avec l'équipe réserve du club.
Samet Akaydin fait ses débuts en équipe première avec l'Arsinspor en quatrième division turque le 6 octobre 2013 contre Tuzlaspor.
En 2014, il rejoint le Sancaktepe Belediyespor, toujours en quatrième division. Il inscrit son premier but en équipe première le 28 septembre 2014 contre le Derincespor. En 2017, Akaydin et ses coéquipiers sont sacrés champions de quatrième division et accèdent à l'échelon supérieur. Il fait ses débuts en troisième division lors de la saison 2017-2018.
En 2018, Akaydin rejoint le Şanlıurfaspor, qui évolue aussi en troisième division.
Après une saison, il rallie en 2019 l'Ankara Keçiörengücü en deuxième division.
Le 22 janvier 2021, Akaydin rejoint l'Adana Demirspor, avec qui il obtient le titre de champion de deuxième division. Il fait ses débuts en Süper Lig le 18 septembre 2021 contre le Çaykur Rizespor. Il inscrit son premier but dans ce championnat le 14 février 2022 contre le Beşiktaş JK, permettant d'arracher l'égalisation dans le temps additionnel.
Le 11 janvier 2023, Samet Akaydin est transféré au Fenerbahçe SK, où il signe un contrat de trois saisons et demie plus une en option. Le montant du transfert s'élève à 3,7 M€.
Le 14 janvier 2024, Akaydin est prêté jusqu'à la fin de la saison avec option d'achat au Panathinaïkós.

### En sélection
Le 19 novembre 2022, Samet Akaydin honore sa première sélection en équipe de Turquie contre la Tchéquie en match amical. Son premier match officiel a lieu le 12 octobre 2023 face à la Croatie en qualifications à l'Euro 2024. Trois jours plus tard, il est passeur décisif lors de la victoire 4-0 contre la Lettonie. 
Le 7 juin 2024, il figure dans la liste définitive des 26 joueurs sélectionnés par Vincenzo Montella pour disputer  l'Euro 2024. C'est durant cette compétition qu'il marque son premier but en sélection lors du quart de finale face aux Pays-Bas d'une tête tranchante trompant Bart Verbruggen.   

## Palmarès
- Sancaktepe Belediyespor
  - Vainqueur du Championnat de Turquie de quatrième division en 2017

- Adana Demirspor
  - Vainqueur du Championnat de Turquie de deuxième division en 2021

- Fenerbahçe SK
  - Vainqueur de la Coupe de Turquie en 2023

- Panathinaïkós
  - Vainqueur du Championnat de Grèce en 2024